# Ablabys taenianotus
Ablabys taenianotus, jedna od tri vrste riba roda Ablabys u tropskim vodama zapadnog Pacifika, od Andamanskog mora do Fidžija, sjeverno do japana i na jug do Australije. Veoma je nalik ostalim vrstama roda Ablabys. Leđna peraja koja započinje iznad očiju na vrhu glave praktički završava kod repne peraje. Kad raširene leđne peraje, one izgledaju poput krijeste na glavi kakadua, pa je nazivaju i Cockatoo waspfish i Cockatoo leaf-fish. 
Voli šljunkovita morska dna na koraljnim grebenima i zaštičenim zaljevima, ili se skriva u morsku travi. Po dnu se kreće svojim prsnim perajama, a nalazi se na dubinama do 18 ili 20 metara, sama ili u paru. Grabežljivac je, duga do 15 cm koji glumi otpali list ili uvelu algu koja se lagano njiše s morem i čeka da joj do ustiju kao plijen naleti manja riba ili račić. Bodlje na leđnim perajama su joj otrovne. 
Boja joj varira od krem do tamnosmeđe.